# Gamasiphis longirimae
Gamasiphis longirimae är en spindeldjursart som beskrevs av Wolfgang Karg 1997. Gamasiphis longirimae ingår i släktet Gamasiphis och familjen Ologamasidae. Inga underarter finns listade i Catalogue of Life.